# 科什馬基
51°19′22″N 26°1′59″E / 51.32278°N 26.03306°E
科什馬基（烏克蘭語：Кошмаки），是烏克蘭西北部的村莊，隸屬里夫內州的瓦拉什區。該村始建於1635年，面積6.002平方公里，海拔高度180米，2001年人口249。